# Северо-западный Домера-Монлюсон
Се́веро-за́падный Домера́-Монлюсо́н (фр. Domérat-Montluçon-Nord-Ouest) — кантон во Франции, находится в регионе Овернь, департамент Алье. Входит в состав округа Монлюсон.
Код INSEE кантона — 0334. Всего в кантон Северо-западный Домера-Монлюсон входит 2 коммуны, из них главной коммуной является Домера.

## Коммуны кантона
| Коммуна  | Население, чел. (1999) | Почтовый индекс | Код INSEE |
| -------- | ---------------------- | --------------- | --------- |
| Домера   | 8 812                  | 03410           | 03101     |
| Монлюсон | 3 329                  | 03100           | 03185     |

## Население
Население кантона на 2006 год составляло 11 979 человек.
| 1962 | 1968 | 1975 | 1982 | 1990   | 1999   | 2006   | 2007 | 2008 |
| ---- | ---- | ---- | ---- | ------ | ------ | ------ | ---- | ---- |
| —    | —    | —    | —    | 13 011 | 12 041 | 11 979 | —    | —    |